# Rindera tetraspis
Rindera tetraspis là loài thực vật có hoa trong họ Mồ hôi. Loài này được Pall. miêu tả khoa học đầu tiên năm 1771.